# Jadunia
- Commons
- Wikispecies

Jadunia Lindau, segundo o Sistema APG II, é um gênero botânico da família Acanthaceae.

## Espécies
Apresenta duas espécies:
- Jadunia biroi
- Jadunia racemiflora
- «Lista das espécies»

## Nome e referências
Jadunia Lindau, 1913

## Classificação do gênero
| Sistema | Classificação                       | Referência            |
| ------- | ----------------------------------- | --------------------- |
| APG II  | Ordem Lamiales, família Acanthaceae | APweb, versão 9, 2008 |